# Sundoreonectes obesus
Sundoreonectes obesus är en fiskart som först beskrevs av Vaillant 1902.  Sundoreonectes obesus ingår i släktet Sundoreonectes och familjen grönlingsfiskar. Inga underarter finns listade i Catalogue of Life.